# Avusrennen 1933
Avusrennen 1933 je bila neprvenstvena dirka za Veliko nagrado v sezoni 1933. Odvijala se je 21. maja 1933 na nemškem dirkališču AVUS v okolici Berlina pred 170.000 gledalci. Prvi dan prostih treningov se je smrtno ponesrečil Otto Merz. Za razliko od prejšnjih let, je tokrat potekal zanimiv dvoboj za zmago med Achillom Varzijem in Stanisłasom Czaykowskim, oba sta dirkala s 5,0 L Bugattijem T54. Czaykowski je vodil vse do predzadnjega kroga, ko ga je Varzi prehitel, nato je uspel zadržati prednost do cilja in zmagati s prednostjo le 0,2 sekunde. Tretje mesto sta osvojila Ferrarijeva dirkača, Baconin Borzacchini in Tazio Nuvolari, z do desetinke enakim časom. 

## Poročilo

### Pred dirko
Nekaj časa je izpeljava dirke visela v zraku, ker je berlinska policija zahtevala boljšo varnost za gledalce, kar bi bilo za organizatorje dirke predrago. ADAC, lokalna oblast in direktor Reiners so se do sredine marca dogovorili, da bodo zmanjšali varnostne zahteve policije na raven, ki je še sprejemljiva tako za policijo kot za varnost gledalcev. Do dirke so obnovili temelje glavne tribune in namestili terasaste tribune ob stezi, da bi izboljšali pogled gledalcem. Dirkališče AVUS je bilo sestavljeno iz dveh paralelnih ravnin, ki sta povezani pri Potsdamu z nagnjenim ovinkom Nordkurve, na drugi strani pri Berlinu pa z 180-stopinjsko zanko Südkurve. Enolično dirkališče je zahtevalo dirkanje pri velikih hitrostih večino dirke. Stezo so med 4,6 in 5,6 kilometra na novo asfaltirali zaradi neravnin. Da bi zadržali status pomembne dirke, so ogranizatorji dovolili nastop na dirki le povabljenim dirkačev. Nagrada za prvo mesto je bila 10.000 mark, za drugo 6.000, tretje 4.000, četrto 2.000 in peto 1.000. Istočasno z glavno dirko, je potekala tudi dirka v razredu Voiturette do 1500 cm³, ki je potekala v desetih krogih, glavna dirka pa v petnajstih. 

### Prijavljeni dirkači
Na isti dan je potekala tudi dirka za Veliko nagrado Pikardije, ki so se je udeležili vsi povabljeni francoski dirkači, zato je bila štartna lista nekoliko zmanjšana. Daimler-Benz je prijavil dva težka dirkalnika Mercedes-Benz SSK, da bi zastopala nemške barve, eden od njih je bil zgrajen naglici, za Manfreda von Brauchitscha za lansko sezono 1932, izdelal ga je Reinhard Koenig-Fachsenfeld. V začetku leta 1933 je Daimler-Benz ta dirkalnik odkupil nazaj od barona von Zimmermanna, ki je bil vse od leta 1929 von Brauchitschev sponzor. Daimler-Benz je tudi podpisal pogodbo z von Brauchitschem za nastop na devetih dirkah. Motor dirkalnika je bil obnovljen in nadgrajen v Untertürkheimu, na 300 KM pri 3300 rpm. Dirkalnik, ki je tehtal kar 1800 kg, je bil sivo obarvan. Glede na lasnko leto, je bil nekoliko izboljšan. Tovarna Daimler-Benz je izdelala tudi svoj dirkalnik SSKL, ki je imel nekoliko bolj zaobljene poteze šasije, obarvan pa je bil v tradicionalno belo barvo. Ker je bil Rudolf Caracciola poškodovan zaradi nesreče na dirki za Veliko nagrado Monaka, je moštvo angažiralo veteranskega Mercedesovega dirkača Otta Merza, za katerega bi bila to zadnja dirka pred upokojitvijo. Najboljša nemška dirkača Hans Stuck in Caracciola tako na dirki nista natopila. Stuck je še čakal na svoj dirkalnik Porsche in je dirko spremljal kot radijski reporter. 
Scuderia Ferrari je na dirko pripeljala tri dirkalnike Alfa Romeo Monza, s katerimi so dirkali trije italijanski dirkači, Tazio Nuvolari, Baconin Borzacchini in Eugenio Siena. Nuvolari naj bi na nekaterih dirkah nastopil s posebnim dirkalnikom Duesenberg, toda za to dirko kljub napovedim še ni bil nared. Charly Jellen je nastopil s svojim novim dirkalnikom Alfa Romeo Monza, ki je bil obarvan rdeče, z belimi črtami, Louis Chiron pa je na dirko prišel direktno iz Zittauja, kjer je sodeloval na gorski dirki Lückendorf. Rudolf Steinweg si je sposodil dirkalnik Bugatti T35C od Hermanna zu Leiningena, Hans Stuber pa je na gorski dirki Lückendorf doživel nesrečo ob trčenju v drevo, kjer se sicer ni huje poškodoval, a na dirko ga vseeno ni bilo. Za tovarniško moštvo Officine Alfieri Maserati je natopil Luigi Fagioli, nastopilo pa je še nekaj privatnikov z Bugattiji, tudi poljski dirkač Stanisłas Czaykowski, ki je 5. maja tukaj postavil kopenski hitrostni rekord v enourni vožnji in na 100 km. 

### Prosti treningi
V četrtek, prvi dan prostih treningov, je dirkalo malo dirkačev. Ferrarijevih ter ostalih italijanskih dirkačev še ni bilo, Louis Chiron pa je le gledal. Dirkalo je moštvo Daimler-Benz z obema dirkačema in William Grover-Williams iz tovarniškega moštva Automobiles Ettore Bugatti. Četrtkovo jutro je bilo hladno in deževno, opoldne pa je stezo namočil močnejši naliv. Otto Merz in Manfred von Brauchitsch sta to piložnost želela izkoristiti za preizkus njunih dirkalnikom Mercedes-Benz SSKL na mokri stezi. Športni dirkektor Alfred Neubauer je odšel v Continentalov depo s pnevmatikami, med tem pa so Merzu namestili pnevmatike s profilom, ki naj bi nudile boljši oprijem v dežju. Da bi zmanjšali upor dirkalnika, so namestili le dve profilirani pnevmatiki, eno spredaj in drugo zadaj na drugo stran dirkalnika. Merz naj bi nato privodno opravil nekaj prezkusnih krogov po stezi. Ko sta von Brauchitsch in Merz zapeljala iz boksov na stezo, je oba takoj odneslo, toda ujela sta svoja dirkalnika in hitro pospešila. 
Okoli dva kilometra od boksov je Merz sredi ravnine zletel s steze. Potek in vzrok same nesreče nista popolnoma znana, kajti nesrečo je videl le en vojaški padalec, pa še to z velike razdalje. Povedal je, da je dirkalnik nenadoma večkrat prevrnilo. Von Brauchitsch nesreče ni videl, saj je z veliko hitrostjo vozil pred Merzem, toda ob vrnitvi po nasprotni ravnini je videl razbitino Mercedesovega dirkalnika. Pretresen in v šoku je prvi sporočil novico o nesreči v boksih nekaj po eni uri popoldne. Takoj za tem so se reševalno vozilo in celotno moštvo Mercedesa odpravili na kraj nesreče, tudi Neubauer, ki se je med tem že vrnil. Strokovnjaki so ugotovili, da je Merz na mestu svoje smrtne nesreče še vedno pospeševal. Pri prestavljanju v najvišjo prestavo pa je zaradi uporabe le dveh profiliranih pnevmatik, ena zagrabila bolj kot druga, in dirkalnik je zavrtelo in prevračalo, po šestintridesetih metrih po pobočju ob stezi pa se je ustavil po trčenju v miljni kamen. V tistem delu je bila steza še poseben neravna, zato je dirkalnik pri velikih hitrostnih tam večkrat rahlo dvignilo, kar je še prispevalo k nesreči. Nikjer ni bilo videti sledov zaviranja. Merz, ki je bil psihočno močan in je znal delovati pod pritiskom, je dirkalnik, po tem ko ga je prvič odneslo na pobočje ob stezi, usmeril nazaj na stezo, toda ob tem se je zaradi trčenja ponovno odbil nazaj na pobočje ob stezi, toda ob trčenju v miljni kamen na pobočju je dirkalnik večkrat prevrnilo in se je ustavil obrnjen na glavo. Ob tem je Merza vrglo na stezo z močnimi poškodbami lobanje in hrbtenice. Vojaški padalci so prihiteli na mesto nesreče in Merza, ki je bil nezavesten, a je še kazal znake življenja, od tam prenesli na prostor med obema glavnima ravninama steze. Reševalno vozilo ga je takoj odpeljalo v bolnišnico Charlottenburg Hildegard, toda prepozno, saj so zdravniki tam lahko ugotovili le, da je Merz že mrtev. 
Ta smrtna nesreča je zasenčila vse dogajanje na treningih v petek in soboto, vseeno pa so na prosti trening počasi prihajali tudi ostali dirkali. Tazio Nuvolari, Baconin Borzacchini in Eugenio Siena so dirkali z Alfami Romeo Monza, Chiron je bil v svoji Monzi zelo hiter, kot tudi Stanisłas Czaykowski, ki se je predstavil kot eden favoritov. Najhitrejši krog pa je postavil Manfred von Brauchitsch s svojil 7,1 L dirkalnikom SKK s povprečno hitrostjo 214,8 km/h. Že na prostih treningih je bilo veliko gledalcev, ki so kazali veliko zanimanje za dirko. 

### Dirka
Že zgodaj v nedeljo zjutraj se je veliko Berlinčanov napotilo na ogled dirke. Že dolgo pred štartom je bila glavna tribuna polna in razprodana, na štartni vrsti pa je bilo veliko uradnih ali poluradnih predstavnikov, dirkačev in politikov. Vse okoli steze pa so bile skupine gledalcev, njihovo skupno število je ocenjeno na 170.000, od tega jih je 120.000 kupilo vstopnico, okoli 50.000 pa si je jih dirko ogledovalo za kovinsko ograjo. V sončnem vremenu je bil štart dirke ob pol dveh popoldne. Še pred tem je Ernst Henne poskušal postaviti nov kopenski hitrostni rekord z motorjem BMW, toda zaradi previsoke temperature mu ni uspelo, potekala pa je tudi dirka v razredu Voiturette, kjer je zmagal Pierre Veyron z Bugattijem T51A. Kaye Don in Luigi Fagioli se štarta dirke nista udeležila, tako da je bilo v konkurenci enajst dirkačev, njihov štartni položaj pa je določil žreb. Znak za štart dirke je dal Adolf Hühnlein, glavni domači favorit in najhitrejši iz prostih treningov, Manfred von Brauchitsch, pa je izžrebal prav zadnji štartni položaj. 
Najbolje je štartal Baconin Borzacchini, sledila sta mu Louis Chiron in avstrijski dirkač Charlie Jellen, ki je izžrebal najboljši štartni položaj. Po prvem krogu je vodil Stanisłas Czaykowski, sledil mu je Achille Varzi v enakem dirkalniku Bugatti T54, za njima pa še Tazio Nuvolari in von Brauchitsch. Chiron je že v prvem krogu odstopil zaradi okvare ventila. Po drugem krogu se vrstni red ni spremenil, z izjemo von Brauchitscha, ki je počasi pripeljal v bokse s predrto zadnjo desno pnevmatiko, menjava je trajala štirideset sekund. Rudolf Steinweg je odstopil v drugem krogu zaradi okvare črpalke za gorivo. Dirka se je razvila v dvoboj med Czaykowskim in Varzijem, ostali so začeli zaostajati. 2.6 L dirkalniki Alfa Romeo Monza niso imeli dovolj močnih motorjev za to hitro dirkališče, zato Nuvolari in Borzacchini nista mogla slediti vodilnima z 5,0 L Bugattiji T54, držala pa sta tretje oziroma četrto mesto, nato sta sledila William Grover-Williams in Eugenio Siena. Četrti krog je Czaykowski odpeljal s povprečno hitrostjo 209,71 km/h med tem, ko je moral von Brauchitsch že drugič na menjavo pnevmatik v bokse in je padel na začelje. Po petem krogu je poljski dirkač vodil s časom 29:37,4, povprečna hitrost 199,8 km/h, Varzi pa je zaostajal osem sekund. Še vedno sta jima sledila Nuvolari in Borzacchini, peto mesto je držal Williams. V šestem krogu je von Brauchitsch prehitel Laszla Hartmanna za osmo mesto, toda krog kasneje je moral ponovno na menjavo pnevmatik v bokse, postanek je trajal šestinštirideset sekund. V naslednjih krogih je Czaykowski vzdrževal majhno prednost pred Varzijem, vsak krog sta lahko dirkala hitreje. Drugo skupino dirkačev je vodil Nuvolari, ki so mu sledili še Borzacchini, Williams in Siena. Williams je v osmem krogu odstopil v ovinku Nordkurve z okvaro motorja. Uradna razlaga je bila okvara dovoda za gorivo, bolj verjetno pa je, da je v motorju zagorelo. 
Po desetih krogih je Czaykowskiše vedno vodil s časom 58:00,0, povprečna hitrost 203,3, Varzi je zaostajal štiri sekunde med tem, ko je Borzachini s časom 1:01,01 zaostajal že več kot tri minute, Nuvolari pa je bil tik za njim. Siena, ki je do desetega kroga držal peto mesto, je odstopil zaradi okvare črpalke za olje. S tem je peto mesto prevzel Jellen, ki sta ga vodilna prehitela za krog. Hartmann je moral na postanek v bokse za menjavo pnevmatik, tako kot tudi Brauchitsch, za katerega je bil to že četrti postanek. V dvanajstem krogu je Czaykowski postavil rekord steze s povprečno hitrostjo 211,35 km/h, krog kasneje pa ga je popravil na 213,0 km/h. Vom Brauchitsch je v trinajstem krogu opravil še svoj peti in zadnji postanek za pnevmatike. Razlog za tako veliko obrabo pnevmatik leži v veliki masi dirkalnika, ki je tehtal 1800 kg, visoki temperaturi in morda v novi nepreizkušeni zmesi pnevmatik. Von Brauchitsch je moral dirkati počasneje kot je lahko dirkal lani, da so pnevmatike zdržale vsaj tri kroge. Tik pred koncem predzadnjega, štirinajstega kroga je Varzi, ki je že nekaj časa dirkal le nekaj dolžin dirkalnika za Czaykowskim, poljskega dirkača prehitel, pri tem pa postavil najhitrejši krog s povprečno hitrostjo 219,23 km/h. V poskusu, da bi Czaykowski ponovno prevzel vodstvo, je odpeljal zadnji krog s še hitrejšim časom 5:17,8, povprečna hitrost 221,72 km/h, s čimer je postavil najhitrejši krog dirke, toda Varzi je uspel do cilja rešiti prednost 0,2 sekunde pred Czaykowskim, ki je odpeljal eno najboljših dirk svoje kariere. Ostali dirkači so zaostajali že za krog in več, toda takratna pravila so vsem dirkačem nalagala, da odpeljejo polno razdaljo dirke. Tako sta Nuvolari in Borzacchini odpeljala še svoj petnajsti krog, čez štartno-ciljno črto pripeljala en ob drugem in si razdelila drugo mesto, Jellen je zadržal peto mesto, von Brauchitsch je bil šesti, Hartmann pa sedmi in zadnji uvrščeni dirkač.

### Po dirki
Von Brauchitsch je bil edini dirkač, ki je imel med dirko velike težave s pretirano obrabo pnevmatik na svojem 1800 kg težkem dirkalniku Mercedes-Benz SKK, drugače pa so pnevmatike Continentala, Burggallerja in Macherja zdržale celotno dirko, prav tako tudi pnevmatike Dunlopa in Englebertsa, ki so jih uporabljala francoska in italijanska moštva. Po dirki so inženirji Daimler-Benza, Continentala in predstavniki dirkališča opravili podrobni preizkus z von Brauchitschevim dirkalnikom opremljenim s termometrom. Ugotovili so, da temperatura izpušnega sistema ni bistveno vplivala na temperaturo pnevmatik, kar je bil možen vzrok težav. 
Pojavila so se nekatera poročila, da se je dirke 21. maja udeležil Adolf Hitler, kar je verjetno posledica napačnega prevoda. Zmagovalcu Varziju je podelil minister za propagando dr. Joseph Goebbels pokal Reichskanzler Adolf Hitler. V resnici si je Hitler ogledal stezo 2. maja, ko je tudi naredil dva kroga po njej. Tazio Nuvolari, ki je za moštvo Scuderia Ferrari nastopal na dirkah v začetku sezone, je po tej dirki najavil, da zapušča moštvo in bo dirkal kot privatnik. Konec maja je tudi dobil svoj dirkalnik Alfa Romeo Monza. Sredi maja je alžirski dirkač Guy Moll zamenjal svojega Bugattija za Monzo.  

## Rezultati

### Štartna vrsta
|  | __________1__________ Charlie Jellen Alfa Romeo              |                                                    | __________2__________ Rudolf Steinweg Bugatti |                                                      | __________3__________ Louis Chiron Alfa Romeo   |
|  |                                                              | __________4__________ Laszlo Hartmann Bugatti      |                                               | __________5__________ Baconin Borzacchini Alfa Romeo |                                                 |
|  | __________6__________ William Grover-Williams Bugatti        |                                                    | __________7__________ Achille Varzi Bugatti   |                                                      | __________8__________ Tazio Nuvolari Alfa Romeo |
|  |                                                              | __________9__________ Stanisłas Czaykowski Bugatti |                                               | __________10__________ Eugenio Siena Alfa Romeo      |                                                 |
|  | __________11__________ Manfred von Brauchitsch Mercedes-Benz |                                                    |                                               |                                                      |                                                 |